# Saint-Projet (Lot)
Saint-Projet település Franciaországban, Lot megyében. Lakosainak száma 354 fő (2022. január 1.). Saint-Projet Calès, Carlucet, Ginouillac, Reilhaguet, Soucirac és Le Vigan-en-Quercy községekkel határos.

## Népesség
A település népessége az elmúlt években az alábbi módon változott:
| Lakosok száma | 323  | 302  | 316  | 384  | 361  | 349  | 342  | 341  | 342  | 354  |
|               | 1968 | 1982 | 1990 | 2006 | 2013 | 2015 | 2017 | 2019 | 2020 | 2022 |